# Брускинское
Брускинское (укр. Брускинське) — село в Великоалександровской поселковой общине Бериславского района Херсонской области Украины. 

## Население
Население по переписи 2001 года составляло 436 человек.

### Языковой состав
Родной язык населения по данным переписи 2001 года:
| Язык       | Численность, чел. | Доля     |
| ---------- | ----------------- | -------- |
| Украинский | 412               | 94,50 %  |
| Русский    | 18                | 4,13 %   |
| Молдавский | 5                 | 1,14 %   |
| Другое     | 1                 | 0,23 %   |
| Итого      | 436               | 100,00 % |